# Vilém Rotter
Vilém Rotter, též Willy, Wilhelm (28. května 1903 Brno – 1978 Londýn) byl český reklamní grafik, zakladatel nejvýznamnějšího předválečného grafického studia v Praze (Atelier Rotter) a soukromé malířské školy.

## Život
Narodil se v Brně v židovské rodině JUDr. Jana Rottera (1866–1933) a Ernestine Rotterové (Strickerové, 1876–1944, Terezín) jako nejmladší ze čtyř dětí, jeho sestrami byly Lotte, Elise a Susanna. Po studiu elektroinženýrství na pražské technice odešel koncem 20. let do Paříže, kde našel zaměstnání v reklamním oddělení obchodního domu Le Printemps. Poté nastoupil do reklamní agentury Damour (Agence de publicité DAM), bratrů Étienne a Léona Damour. Zde si osvojil techniku americké retuše a počátkem roku 1928 se vrátil do Prahy. Založil zde vlastní reklamní firmu Atelier Rotter a v dubnu 1928 zhotovil reklamu firmy Škoda na obálky časopisu Světozor. V roce 1930 sídlila firma Viléma Rottera v Klimentské 32, začátkem 30. let v Jindřišské 32a, zhruba od roku 1934 se přestěhoval do nově postaveného paláce U Nováků, Vodičkova 32 (V jámě 5).
Již v první třetině 30. let byl Atelier Rotter největším reklamním ateliérem v Praze a zaměstnával desítky pracovníků. Po přestěhování do paláce U Nováků roku 1934 založil Vilém Rotter soukromou malířskou školu, kde studovala řada známých výtvarníků. Za druhé světové války, kdy byly zavřeny vysoké školy, představovala Rotterova škola jednu z mála možností malířského a grafického školení. Roku 1939 musel Vilém Rotter, který byl židovského původu, uprchnout do zahraničí. Atelier Rotter převzal jeho zaměstnanec arch. Jan Jedlička, ale udržel ho pouze do roku 1944. Rotter krátce pobýval v Paříži, poté se účastnil války ve Španělsku v internacionálních brigádách, pak ve Francii u Náhradního tělesa čs. zahraniční armády v Agde (letecká skupina) a v Bordeaux. Odtud se evakuoval do Anglie, kde nastoupil k pozemnímu personálu u 310. čs. stíhací perutě Royal Air Force. Zde působil jen v roce 1940 a poté byl nejprve přeřazen k náhradnímu tělesu čs. armády ve Velké Británii a následně 6. prosince 1940 propuštěn do civilu.
Ještě během války navrhl plakáty pro belgické ministerstvo informací v Londýně. V padesátých letech je v anglickém tisku několikrát nazýván „jedním z nejvlivnějších designérů Británie“ nebo také „vůdčím designérem 50. let.“ Zemřel v Londýně roku 1978.

## Atelier Rotter
Vedle reklam pro velké podniky navrhoval propagační materiál i pro menší výrobce a obchodníky, pro sportovní a zábavní akce, gramofonové firmy, filmy (Lucernafilm, Elekta, AB, Meissner) a divadelní představení Osvobozeného divadla a divadla Vlasty Buriana. Po emigraci V. Rottera se přejmenoval na Atelier Jedlička a zaměstnával 15 reklamních tvůrců.

### Spolupracovníci
- Emil Kotrba (1912–1983), Leo Ledvinka (vedoucí Atelieru Jedlička), Vilém Heiter, Ladislav Kolda, arch. Jan Jedlička, Vilém Logner, Viktor Polášek, Jaroslav Šváb

## Škola Rotter
Jiné názvy:
- Škola pro módní kreslení a reklamu Rotter
- Soukromá grafická škola Viléma Rottera
- Rotterova škola pro módní kreslení a reklamu
- Rotterova škola užitého umění
- Rotterova (Jedličkova) škola užitého umění Praha

### Absolventi školy
- František Bělský (1921–2000)
- Vít Gruss (1896–1981)
- Václav Hůlka (1912–)
- Miloslav Chlupáč (1920–2008)
- Stanislav Kovář (1921–1985)
- Rudolf Kumpf
- Jaroslav Malák (1928–2012)
- Gerda Mandlerová (1918–)
- Miroslav Pelc (1921–1995)
- Marcel Pokorný (1922–1977)
- Jan Samec (1917–1988)
- Božena Šimková-Trnková (1920–)
- Václav Štěpánek (1900–)
- Rudolf Truhlařík (1929–1991)
- Karel Vaca (1919–1989)
- Bedřich Zoul (1912–)
- Vojtěch Kubašta (1914–1992)
- Adriena Šimotová (1926–2014)
- Jiří Srb (1919—1980)
- Oldřiška Macková (1929-1981

## Dílo (výběr)
- Reklamy firem: Škoda, Abadie, Aero, Plovárna Axa, Československá letecká společnost, Telefunken, Kodak, Hellada, Lux, Ultraphon, Pražské vzorkové veletrhy, Košile Praga, Mezinárodní výstavy automobilů v Praze, Pražský exportní veletrh (Veletržní palác, 1938)[6]
- Filmové plakáty: Gustav Machatý – Extáze (1932), Vlasta Burian – Anton Špelec, ostrostřelec (1932, 33), Pobočník jeho Výsosti (1933), Karel Lamač – S vyloučením veřejnosti (1933), Voskovec a Werich – Svět patří nám (1937)
- Divadelní plakáty: Osvobozené divadlo – Panoptikum (1935), Nebe na zemi (1936), Rub a líc, Divadlo Vlasty Buriana – Hadrián z Římsů, Kozderka to prozradí (1932)
- Ostatní: Silvestr v Lucerně, Večery moderních tanců, vizitka zlatníka K. Ebnera, Radio Zenit, plakáty a pohlednice na Slovenskou strelu (vlakový spoj ČSD)